# Hólmar Örn Eyjólfsson
Hólmar Örn Eyjólfsson (ur. 6 sierpnia 1990) – islandzki piłkarz, środkowy obrońca lub defensywny pomocnik. Zawodnik Lewskiego Sofia.
Eyjólfsson profesjonalną karierę rozpoczął w HK Kópavogur, zagrał tam dwa sezony i szybko dostrzegli jego talent skauci West Ham United. W październiku 2009 roku został wypożyczony na miesiąc do czwartoligowego klubu Cheltenham Town i był tam podstawowym piłkarzem tego klubu.